# Tilberi
Un tilberi, ou Snakkur est une étrange créature du folklore de l'Islande. C'est une sorte de créature qui vole le lait du bétail des alentours et transforme le beurre fait à partir de ce lait en pièces d'or. Cette créature est une des seules pratiques magiques à ne pouvoir être faite que par une femme.
Si une femme veut créer un tilberi, elle doit déterrer une côte humaine dans un cimetière le jour de la Pentecôte, l'envelopper dans de la laine grise et le préserver entre ses seins. Les trois prochains dimanches à la communion, elle doit  cracher trois fois le vin de messe dans le paquet en laine qui prendra ensuite vie après le troisième crachat. Puis la femme doit se tailler une tétine à l'intérieur de la cuisse sur laquelle le tilberi va s'accrocher et se nourrir.
Quand il est devenu adulte, la femme peut l'envoyer dans les pâturages des alentours pour voler du lait provenant de vaches et de moutons. Quand la femme devient vieille, le tilberi devient un fardeau et la seule manière de s'en débarrasser, c'est de lui donner l'ordre de rassembler tous les excréments des bétails dans trois pâturages des hauts plateaux. Désireux de se remettre sur le mamelon de la femme, le tilberi va se fatiguer excessivement et va exploser, laissant seulement une côte de humaine à côté du tas de crottes. Le beurre issu du lait tomberait en morceaux si le signe magique smjörhnútur (nœud de beurre) a été dessiné dessus.